# Кудрин, Сергей Геннадьевич
Сергей Геннадьевич Кудрин (род. 7 сентября 1959, Новосибирск) — американский, ранее советский, шахматист, гроссмейстер (1984). Математик, выпускник Колумбийского университета. С 1978 года живёт в США.

## Шахматная карьера
В составе сборной США участник следующих соревнований:
- 3 командных чемпионата мира среди молодёжи до 26 лет (1981—1985). В 1985 команда США заняла 2-е место.
- 2 Всемирные шахматные олимпиады (1988 и 1994).

Лучшие результаты в международных турнирах: Манчестер (1981 и 1982) — 2-4-e и 1-2-е; Нью-Йорк (1983, 1985 и 1987) — 1-5-е, 1-6-е и 3-8-е; Гёусдал (1983) — 1-3-е и 1-е; Копенгаген (1983), Беэр-Шева (1984), Форт-Уэрт (1984) — 1-2-е; Лондон (1984) — 1-5-е; Валево (1984) — 2-е; Бор (1984) — 2-4-е; Торремолинос (1985) — 1-3-е; Амстердам (1985) — 2-5-е (32 участника); Лас-Вегас (1986) — 1-4-е; Остенде (1986) — 2-8-е (140 участников); Марсель (1987) — 2-4-е; Мартиньи (1987) — 1-е места.

## Изменения рейтинга
| Графики недоступны из-за технических проблем. См. информацию на Фабрикаторе и на mediawiki.org. |